# Ana Flávia Magalhães Pinto
Ana Flávia Magalhães Pinto, née en 1979 dans le district fédéral du Brésil, est une historienne brésilienne.
Ses travaux, recherches et publications portent principalement sur l'histoire de l'intégration des Noirs au Brésil, les droits de la personne humaine et la formation de la diversité brésilienne. Elle enseigne à l'université de Brasilia, où elle est la seule femme noire à être professeur au département d'histoire. Elle est aussi la première femme noire à être nommée au poste de directrice des Archives nationales brésiliennes.

## Biographie
Ana Flávia Magalhães Pinto obtient en 2001 un baccalauréat en journalisme au Centre universitaire de Brasilia en 2001. Elle obtient ensuite sa maîtrise en histoire à l'université de Brasilia en 2006, puis son doctorat en histoire à l'université d'État de Campinas en 2014,.
En tant qu'historienne et universitaire, Ana Flávia Magalhães Pinto participe pleinement aux activités d'enseignement et de recherche. Elle est professeur d'histoire à l'université de Brasilia, où elle enseigne au sein du département d'histoire et aux programmes de troisième cycle en histoire et sur les droits de l'homme,. Au niveau de la recherche, ses sujets de prédilection sont les études interdisciplinaires en communication, en littérature, sur les droits de la personne humaine, les activités politiques et culturelles des intellectuels noirs, la presse noire,. Elle publie des articles sur le sujet, participe à des conférences et dirige des thèses de maîtrise et de doctorat. Son objectif est de contribuer à la compréhension et à l'appréciation de l'histoire et du patrimoine culturel diversifié du Brésil.
Elle publie en 2018 le livre Escritos de liberdade, édité par l'université d'État de Campinas ; c'est le fruit de sa thèse qui a remporté en 2015 une mention honorable au Prix Capes de Tese. Ce livre aborde le parcours de sept hommes noirs – Ferreira de Menezes, Luís Gama, Machado de Assis, José do Patrocínio, Ignácio de Araújo Lima, Arthur Carlos et Theophilo Dias de Castro – et s'attache à montrer comment se forme un réseau d'intellectuels noirs qui s'engagent dans la lutte pour la liberté et la citoyenneté des Noirs au Brésil pendant le XIXe siècle,.
Ana Flávia Magalhães Pinto devient en 2023 la directrice générale des Archives nationales brésiliennes,. Elle est la première femme noire nommée à ce poste depuis les 185 ans d’histoire de l’institution,. Son rôle de directrice générale consiste à valoriser et promouvoir la diversité des collections des Archives nationales et faciliter l'accès à cette institution. Au début de son mandat, elle déclare qu'elle s'attache à reconnaître les contributions des individus qui ont joué un rôle important dans l'histoire du Brésil. Elle a elle-même utilisé les archives publiques dans ses recherches sur la production politique et culturelle des intellectuels.